# Almayrac
Almayrac è un comune francese di 295 abitanti situato nel dipartimento del Tarn nella regione dell'Occitania.

## Storia

### Simboli
Lo stemma è stato scelto nel 2024 con una consultazione popolare. Il mare azzurro rappresenta il lago, lo sfondo d'oro le coltivazioni di cereali della Ségala, il verde i pascoli; la croce occitana è il simbolo della regione.

## Società

### Evoluzione demografica
Abitanti censiti